# Synodontis schall
Synodontis schall — вид риб з роду Synodontis родини Пір'явусі соми ряду сомоподібні. Інша назва «сірий синодонтіс».

## Опис
Загальна довжина сягає 49 см (в акваріумі — 25 см) при вазі 500 г. Спостерігається статевий диморфізм: самиця більша за самців. Голова сплощена зверху й сильно стиснута з боків. Очі великі. Є 3 пари вусів, з яких 1 пара на верхній щелепі є довгою, доходять за грудні плавці. Рот доволі широкий. Зубів на нижній щелепі — 24-39. Зяброві щілини помірно довгі. Тулуб присадкуватий, стиснутий з боків. Плавальний міхур має товсті та пружні стінки. Спинний плавець складається з 1 жорсткого та 6 м'яких променів. Жировий плавець добре розвинений, високий, досить близько до спинного плавника. Грудні плавці видовжені, загострені на кінці, мають 1 довгий шип. Черевні плавці маленькі. Анальний плавець подовжений. Хвостовий плавець розрізано.
Забарвлення коричневе у верхній частині, з боків — світліше. Черево є світло-коричневим або сірим. По всьому тілу та плавцям розкидано дрібні (діаметром 1 мм) плями темно-коричневого кольору. Спинний, жировий та хвостовий плавці відповідають кольору спини. Грудні, черевні та анальний плавці білувато-сірі. Вусики білі або бежеві. Молодь є оливково-коричнева з темно-коричневим мармуровим візерунком.

## Спосіб життя
Є бентопелагічною рибою. Зустрічається у водоймах з піщаним ґрунтом. Може плавати догори дригом, донизу головою й боком. Доволі агресивний сом. При небезпеці, підготовці до нападу й під час нересту видає буркотіння (рохкання) за допомогою вібрації стінок плавального міхура. Активний у присмерку та вночі. Живиться дрібною рибою, молюсками, личинками комах, ікрою інших риб, водоростями.
Нерест відбувається під час сезону дощів.
Є об'єктом місцевого рибальства.
Тривалість життя 12 років.

## Розповсюдження
Мешкає в річках Сенегал, Гамбія, Нігер, Вольта, Ніл (насамперед в озері Насера), озерах Стефані, Рудольфа, Чад та Туркана.